# Grenzpreis (Strom)
Der Grenzpreis ist in Deutschland für Energieversorgungsunternehmen ausschlaggebend bei der Feststellung, ob ein Stromkunde der Pflicht zur Zahlung der Konzessionsabgabe unterliegt. Er wird vom Bundesministerium für Wirtschaft und Technologie (BMWi) veröffentlicht.
Voraussetzung ist dabei, dass der betreffende Kunde ein Sondervertragskunde für die Belieferung mit elektrischer Energie ist, was wiederum an Bedingungen geknüpft ist.
Der Grenzpreis für die Berechnung der Konzessionsabgabe entspricht dem Durchschnittserlös des vorletzten Kalenderjahres je Kilowattstunde (kWh) aus der Stromlieferung an alle Sondervertragskunden auf dem Bundesgebiet Deutschlands. Der Durchschnittserlös beinhaltet den Energiepreis (zusammengesetzt aus Arbeits- und Leistungspreis sowie dem Netznutzungsentgelt), seit 1999 die Stromsteuer sowie seit 2000 die Abgaben nach dem Erneuerbare-Energien-Gesetz (EEG) und dem Kraft-Wärme-Kopplungsgesetz (KWKG) (ab 2000 ohne Mehrwertsteuer und ohne Stromsteuererstattungen nach § 10 Stromsteuergesetz). Das Energieversorgungsunternehmen muss die Konzessionsabgabe in Höhe von 0,11 ct/kWh dann erheben und an die betreffende Gemeinde abführen, wenn der aktuelle Durchschnittspreis des Kunden den für das Lieferjahr gültigen Grenzpreis überschreitet.
Probleme in der Praxis ergeben sich auf Grund der Liberalisierung bzw. des Unbundling (Trennung von Netzbetrieb und Vertrieb). Schuldner der Konzessionsabgaben gegenüber der Gemeinde ist der Netzbetreiber. Den Preis des Kunden kennt nur der Lieferant bzw. die Lieferanten, daher muss der Lieferant (oder bei unterjährigem Lieferantenwechsel alle Lieferanten) dem Netzbetreiber die Unterschreitung des Grenzpreises in geeigneter Form nachweisen (z. B. durch Offenlegung des Kundenvertrages – problematisch insbesondere wenn der Netzbetreiber einen assoziierten Vertrieb hat, oder durch ein Wirtschaftsprüfertestat).

## Entwicklung der Grenzpreise
Unterschiedliche Bemessungsgrundlage beachten.
| Abgabejahr | Grenzpreis  | Basisjahr |
| ---------- | ----------- | --------- |
| 1992       | 7,65 ct/kWh | 1990      |
| 1993       | 7,74 ct/kWh | 1991      |
| 1994       | 7,80 ct/kWh | 1992      |
| 1995       | 7,90 ct/kWh | 1993      |
| 1996       | 7,74 ct/kWh | 1994      |
| 1997       | 7,65 ct/kWh | 1995      |
| 1998       | 7,35 ct/kWh | 1996      |
| 1999       | 7,11 ct/kWh | 1997      |

| Abgabejahr | Grenzpreis  | Basisjahr |
| ---------- | ----------- | --------- |
| 2000       | 6,79 ct/kWh | 1998      |
| 2001       | 6,10 ct/kWh | 1999      |
| 2002       | 5,11 ct/kWh | 2000      |
| 2003       | 5,32 ct/kWh | 2001      |
| 2004       | 5,66 ct/kWh | 2002      |
| 2005       | 6,28 ct/kWh | 2003      |
| 2006       | 6,72 ct/kWh | 2004      |
| 2007       | 7,21 ct/kWh | 2005      |

| Abgabejahr | Grenzpreis   | Basisjahr |
| ---------- | ------------ | --------- |
| 2008       | 8,02 ct/kWh  | 2006      |
| 2009       | 8,57 ct/kWh  | 2007      |
| 2010       | 9,07 ct/kWh  | 2008      |
| 2011       | 10,54 ct/kWh | 2009      |
| 2012       | 10,66 ct/kWh | 2010      |
| 2013       | 11,57 ct/kWh | 2011      |
| 2014       | 11,89 ct/kWh | 2012      |
| 2015       | 12,84 ct/kWh | 2013      |

| Abgabejahr | Grenzpreis   | Basisjahr |
| ---------- | ------------ | --------- |
| 2016       | 13,27 ct/kWh | 2014      |
| 2017       | 12,69 ct/kWh | 2015      |
| 2018       | 12,47 ct/kWh | 2016      |
| 2019       | 12,50 ct/kWh | 2017      |
| 2020       | 13,92 ct/kWh | 2018      |
| 2021       | 14,52 ct/kWh | 2019      |
| 2022       | 15,15 ct/kWh | 2020      |
| 2023       | 16,13 ct/kWh | 2021      |

| Abgabejahr | Grenzpreis   | Basisjahr |
| ---------- | ------------ | --------- |
| 2024       | 21,04 ct/kWh | 2022      |
| 2025       | 24,27 ct/kWh | 2023      |